# Philadelphia Atoms 1976
Questa pagina raccoglie i dati riguardanti i Philadelphia Atoms nelle competizioni ufficiali della stagione 1976.

## Stagione
La franchigia di Filadelfia passò di proprietà ad un consorzio di quattro squadre dello stato di Jalisco, Messico, che affidò la guida della squadra al messicano Jesús Ponce Labastida. La rosa fu completamente rivoluzionata, costruita con una rosa formata quasi completamente da giocatori provenienti dal campionato messicano. Gli Atoms non riuscirono a superare la fase a gironi del torneo nordamericano e chiusero i battenti al termine della stagione.

## Organigramma societario
Area direttiva
- Proprietà: United Clubs of Jalisco[1]
- Direttore pubbliche relazioni: Doug Verb[1]

Area tecnica
- Allenatore: Jesús Ponce Labastida[1]

## Rosa
| N.   |                        | Ruolo | Calciatore         |
| ---- | ---------------------- | ----- | ------------------ |
| 1    | Stati Uniti (bandiera) | P     | Jim Miller         |
| 1    | Messico (bandiera)     | P     | René Vizcaíno      |
| 1    | Stati Uniti (bandiera) | P     | Dino Pronchick     |
| 2    | Stati Uniti (bandiera) | C     | Barry Barto        |
| 3    | Messico (bandiera)     | D     | Rafael Contreras   |
| 4    | Messico (bandiera)     | D     | Jorge Gómez        |
| 5    | Messico (bandiera)     | D     | Salvador Navarro   |
| 6    | Messico (bandiera)     | A     | Carlos Calderón    |
| 6/10 | Messico (bandiera)     | C     | Pedro Herrada      |
| 7    | Argentina (bandiera)   | A     | Juan Paletta       |
| 7/15 | Messico (bandiera)     | A     | Belisario López    |
| 8    | Messico (bandiera)     | C     | Juan Manuel Olague |
| 9/16 | Messico (bandiera)     | A     | Emilio Camacho     |
| 9/16 | Messico (bandiera)     | C     | Alejandro Peña     |
| 9/19 | Stati Uniti (bandiera) | C     | John Borozzi       |

| N. |                        | Ruolo | Calciatore      |
| -- | ---------------------- | ----- | --------------- |
| 10 | Stati Uniti (bandiera) | A     | Robert Ludwig   |
| 11 | Stati Uniti (bandiera) | C     | George O'Neill  |
| 12 | Stati Uniti (bandiera) | C     | Tom Galati      |
| 13 | Messico (bandiera)     | C     | Victor Medina   |
| 14 | Portogallo (bandiera)  | C     | Manny Matos     |
| 15 | Messico (bandiera)     | A     | Victor Pérez    |
| 16 | Stati Uniti (bandiera) | A     | Eddie Engerth   |
| 17 | Stati Uniti (bandiera) | D     | Bill Straub     |
| 18 | Messico (bandiera)     | A     | Luis Lafaure    |
| 18 | Argentina (bandiera)   | A     | Jorge Pulita    |
| 20 | Messico (bandiera)     | D     | Luis Pérez      |
| 20 | Messico (bandiera)     | A     | Diego Pereya    |
|    | Messico (bandiera)     | A     | Manuel Luna     |
|    | Messico (bandiera)     | A     | Ricardo Marquez |
|    | Messico (bandiera)     | C     | Ricardo Gomez   |